# 托付人～My Dear～
《托付人～My Dear～》（たくすものへ マイ・ディア）是日本流行歌手松澤由美的第12支单曲。2006年1月18日由Columbia Music Entertainment发售。原题为《亲爱的，被托付的人（们）啊》（託すべき者達へ〜My Dear〜）。

## 概要
本作作为单曲作品，自上一作品《地球仪》之后间隔了3年。2006年1月18日与Marina del ray演唱的《女神的战士〜Pegasus Forever〜》以片头曲加片尾曲的组合形式发售。
漫画《圣斗士星矢》原作者，时年52岁的车田正美亲自负责为两首歌曲填词，据其本人所言，对这两首歌曲还抱有相当强的自信，希望主题曲能成为继《天马幻想》和《圣斗士神话》之后的又一首家喻户晓的歌曲，而片尾曲的曲风则继续煽情路线。共同参与制作的还有填词人松尾康治，以及负责作曲和编曲的Kacky。相对于前作中的参与了作曲和作词，在本作中松泽由美只负责演唱。
在自前一作OVA《圣斗士星矢 冥王哈迪斯十二宫篇》之后，《圣斗士星矢 冥王哈迪斯冥界篇》在经过两个月的遴选之后决定再次由松泽由美负责演唱片尾曲。
在长泽智典的采访中，松泽由美表示歌曲录制的时候OVA还尚未完成，所以在演唱的时候是根据各种信息综合想像成了这部作品的世界观后来唱的。当时从制作人员的口中得知，“Marina del ray所演唱的主题曲《女神的战士～Pegasus Forever～》的歌词中就有圣斗士星矢的字样，应该说是被制作成一首非常重视作品世界观的歌曲。而松泽小姐所演唱的《托付人〜My Dear〜》，其脱离《圣斗士星矢》故事的地方将可以吸引许多人，我们是将之作为这样的歌曲来制作的”。所以在演唱时也是以表现歌曲中包含的“隐藏激烈的情感，表现出安静而优雅的形象”的方式来进行演绎的。
松泽由美表示相对于《女神的战士～Pegasus Forever～》，《托付人〜My Dear〜》的歌词有着较为深刻世界观。"这一生的河流中从出生到死亡，人都或伤害着别人或被别人伤害着走向终点"，所透露出的意境，令人觉得确实是会使人去思考人的思想之根本。又由于歌曲并不是自己创作，所以在“充满着对歌曲最新鲜的感情唱出来的样子”的情况下，在现场录制的演唱中不断的积累对歌曲的感受和经验。

## 收录曲
| 曲序     | 曲目                                             | 演唱           | 备注                                      | 时长  |
| -------- | ------------------------------------------------ | -------------- | ----------------------------------------- | ----- |
| 1.       | （OVA《圣斗士星矢 冥王哈迪斯冥界篇前篇》片头曲） | Marina del ray | 女神的战士~Pegasus Forever~               | 6:55  |
| 2.       | （OVA《圣斗士星矢 冥王哈迪斯冥界篇前篇》片尾曲） | 松泽由美       | 托付人～My Dear～                         | 8:26  |
| 3.       |                                                  |                | 女神的战士~Pegasus Forever~（原声伴奏带） | 2:58  |
| 4.       |                                                  |                | 托付人～My Dear～（原声伴奏带）           | 3:07  |
| 总时长： | 总时长：                                         | 总时长：       | 总时长：                                  | 21:48 |

## 专辑收录
- 2012年（专辑第12首）[9][注释 4]
- 2008年（专辑第9首）[10][注释 5]
- 2007年（专辑第10首）[11]
- 2006年（专辑第17首）[12][注释 6]

## 注脚